# Serie B 2007-2008 (pallanuoto maschile)

## Squadre partecipanti
| Promosse in A2                             | Squadre partecipanti | Squadre partecipanti |
| ------------------------------------------ | --- | --- |
| - Arenzano - Bergamo - R.N. Roma - Messina | Girone 1 - Arenzano - Cagliaritana - Fiorentina - Futura Prato - Lavagna '90 - Rapallo - Rari Nantes Nervi - Sestri - Sturla - Vigevano Girone 2 - Bergamo - Bergamo Nuoto - Brescia - Canottieri Milano - Cus Milano - GEAS - Padova 2001 - Piscine Vicenza - Promogest - Trieste | Girone 3 - Acilia - Anzio - Bari - Bustino Pescara - Nuoto Napoli - Pescara - R.N. Roma - Tolentino - Tuscolano - Volturno Girone 4 - Acese - Basilicata 2000 - CUS Palermo - Flegreo - Messina - Muri Antichi - Palermo - Pallanuoto Salerno - Puntese Blu Team - Messina |